# Lekkoatletyka
Lekkoatletyka (także lekka atletyka) – jedna z najstarszych dyscyplin sportu, oparta na naturalnym ruchu.

## Wstęp
Podstawowe konkurencje lekkoatletyczne takie jak biegi, skoki, rzuty, pchnięcia i chód mają swój początek w zachowaniach pradawnych ludzi. Były one w naturalny sposób uprawiane i trenowane przez człowieka, który musiał biegać, skakać przez przeszkody terenowe oraz rzucać oszczepem czy kamieniem. Z biegiem lat, dla rozrywki, człowiek zaczął stosować różne formy rywalizacji i wtedy obok sztuk walk pojawiły się konkurencje lekkoatletyczne.
Starożytni Grecy podczas swoich igrzysk wprowadzili konkurencje rzutu dyskiem i biegi na krótkim dystansie, nieco później skok w dal z miejsca. Bieg maratoński jest konkurencją olimpijską od czasów pierwszych nowożytnych igrzysk olimpijskich, wprowadzono ją dla upamiętnienia wyczynu Filippidesa, który po zwycięstwie Greków nad Persami w bitwie pod Maratonem pobiegł do Aten zanieść tę nowinę.

## Konkurencje lekkoatletyczne
- biegi:
  - sprinterskie: 60 m, 100 m, 200 m i 400 m,
  - średnie: 600 m, 800 m, 1000 m, 1500 m, 1 mila, 2000 m,
  - długie: 3000 m, 3000 m z przeszkodami, 5000 m i 10 000 m.
  - przez płotki: 60 m, 100 m, 110 m, 400 m,
  - uliczne: maraton (42 195 metrów), półmaraton i ultramaratony
  - sztafetowe: 4 × 100 m, 4 × 400 m
- chód: 10 km, 20 km, 35 km i 50 km,
- rzuty:
  - pchnięcie kulą,
  - rzut oszczepem,
  - rzut młotem,
  - rzut dyskiem,
- skoki:
  - skok wzwyż,
  - skok w dal,
  - trójskok,
  - skok o tyczce,
- wieloboje:
  - czwórbój lekkoatletyczny,
  - pięciobój lekkoatletyczny,
  - siedmiobój lekkoatletyczny,
  - dziesięciobój lekkoatletyczny.

Wybrane konkurencje lekkoatletyczne biegów i chodu
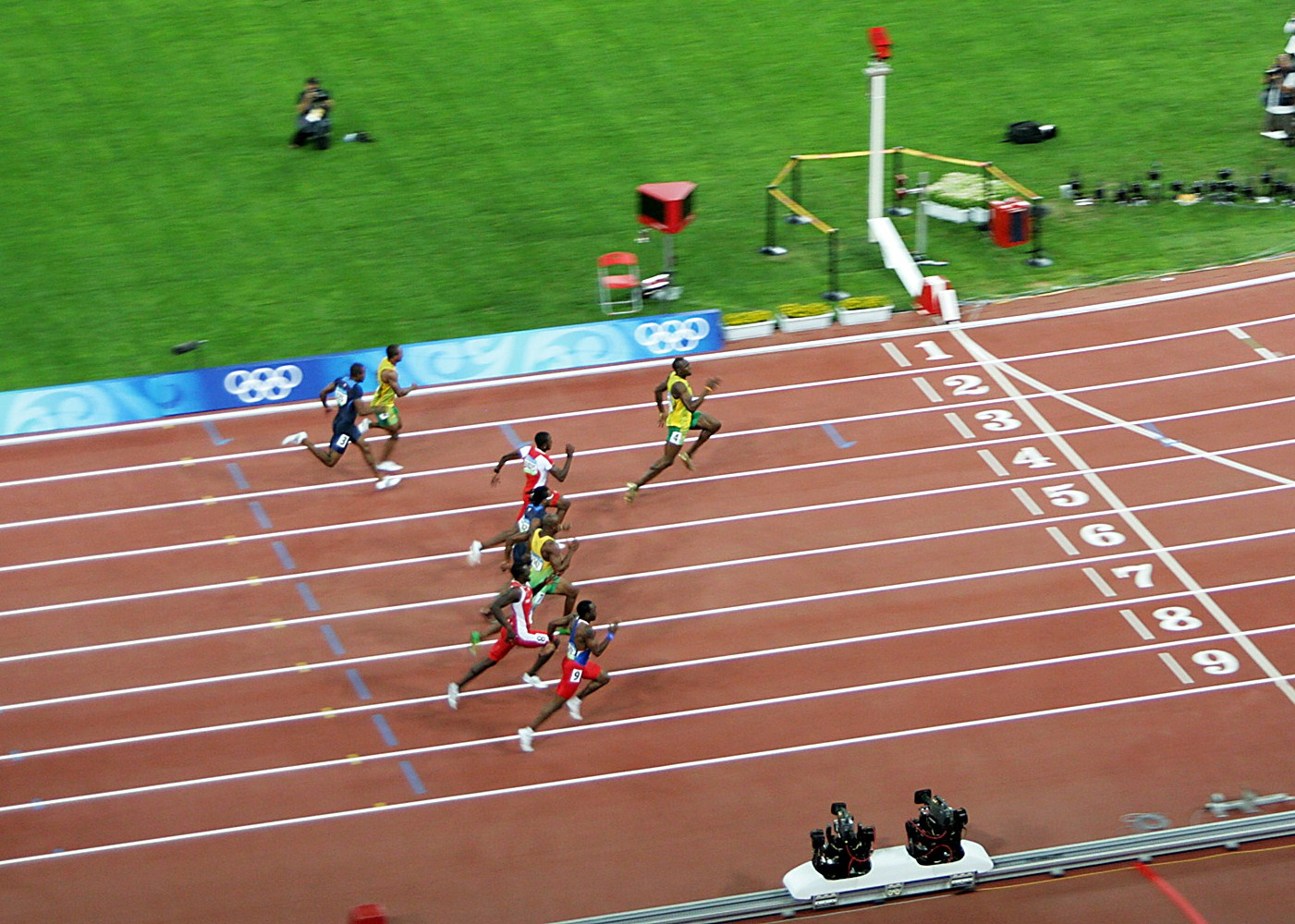
Finisz sprintu na 100 m mężczyzn
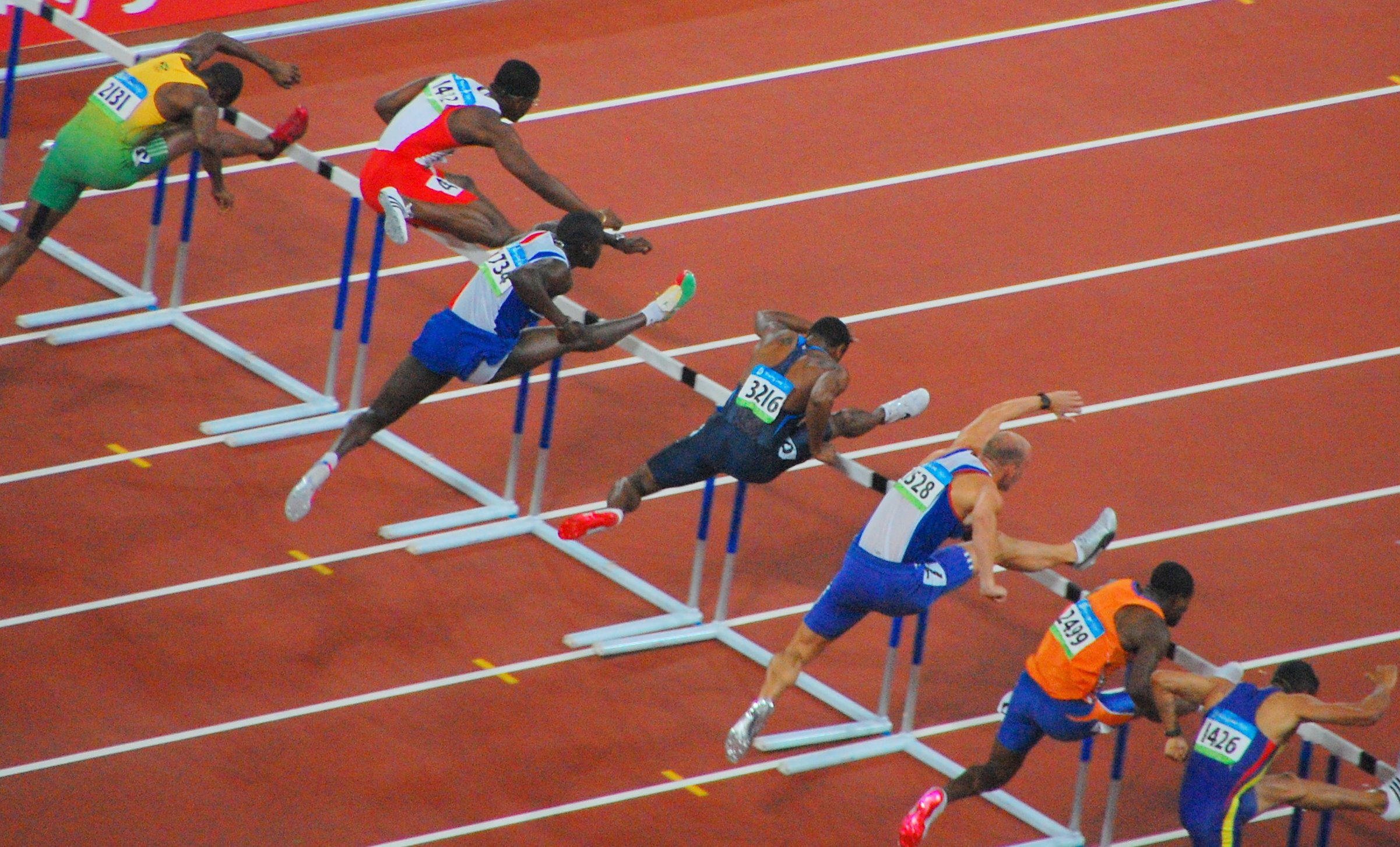
Bieg przez płotki na 110 m mężczyzn
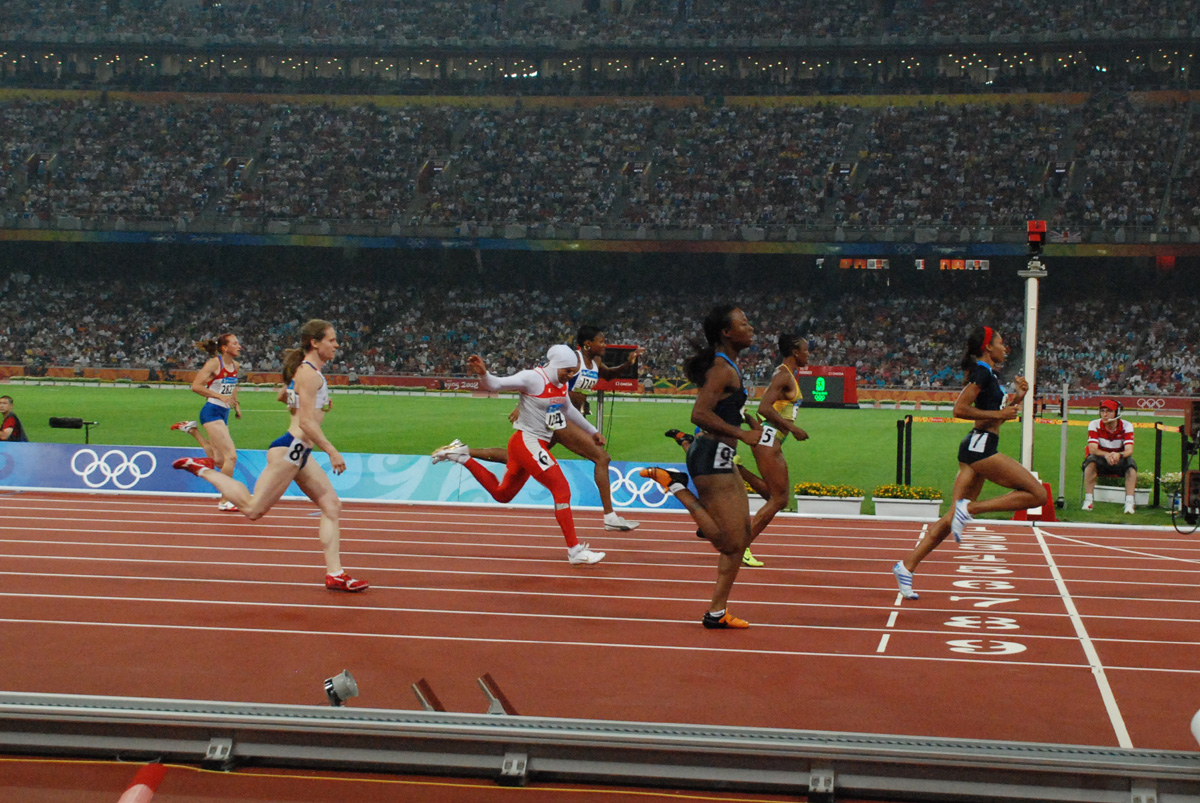
Finisz biegu na 200 m kobiet
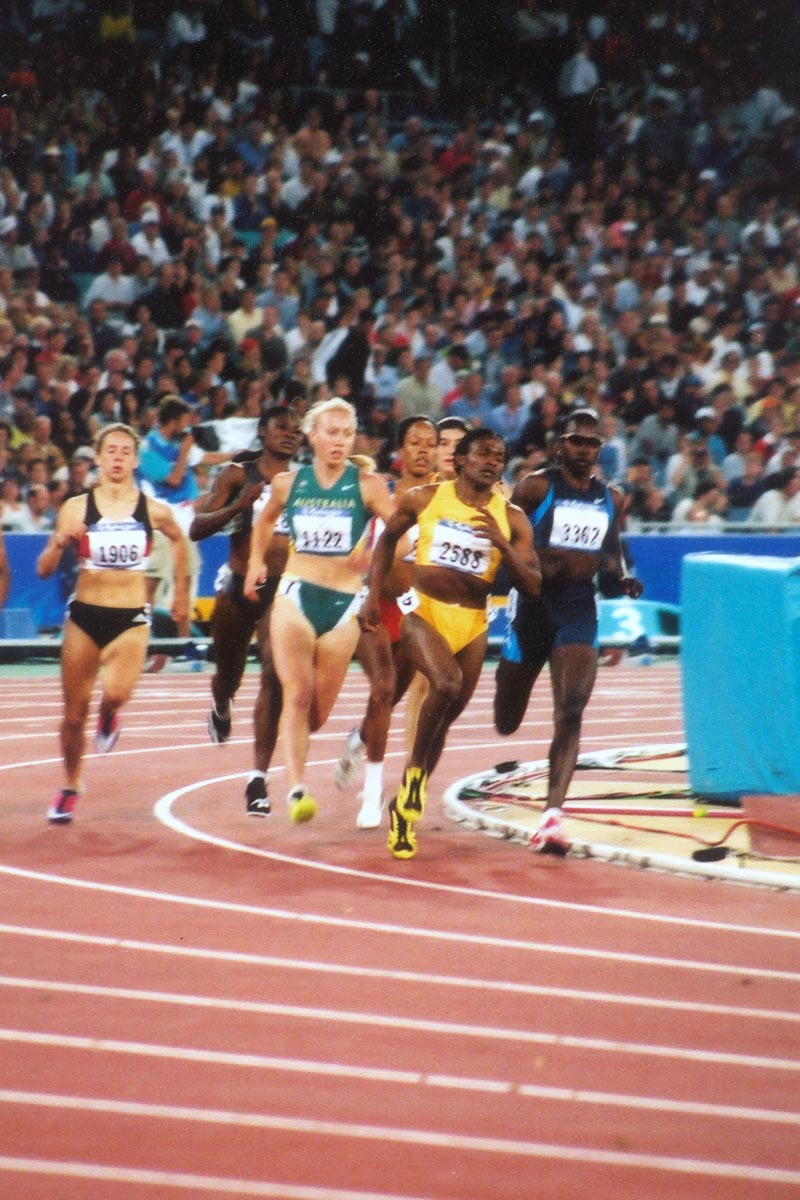
Bieg na 800 m kobiet
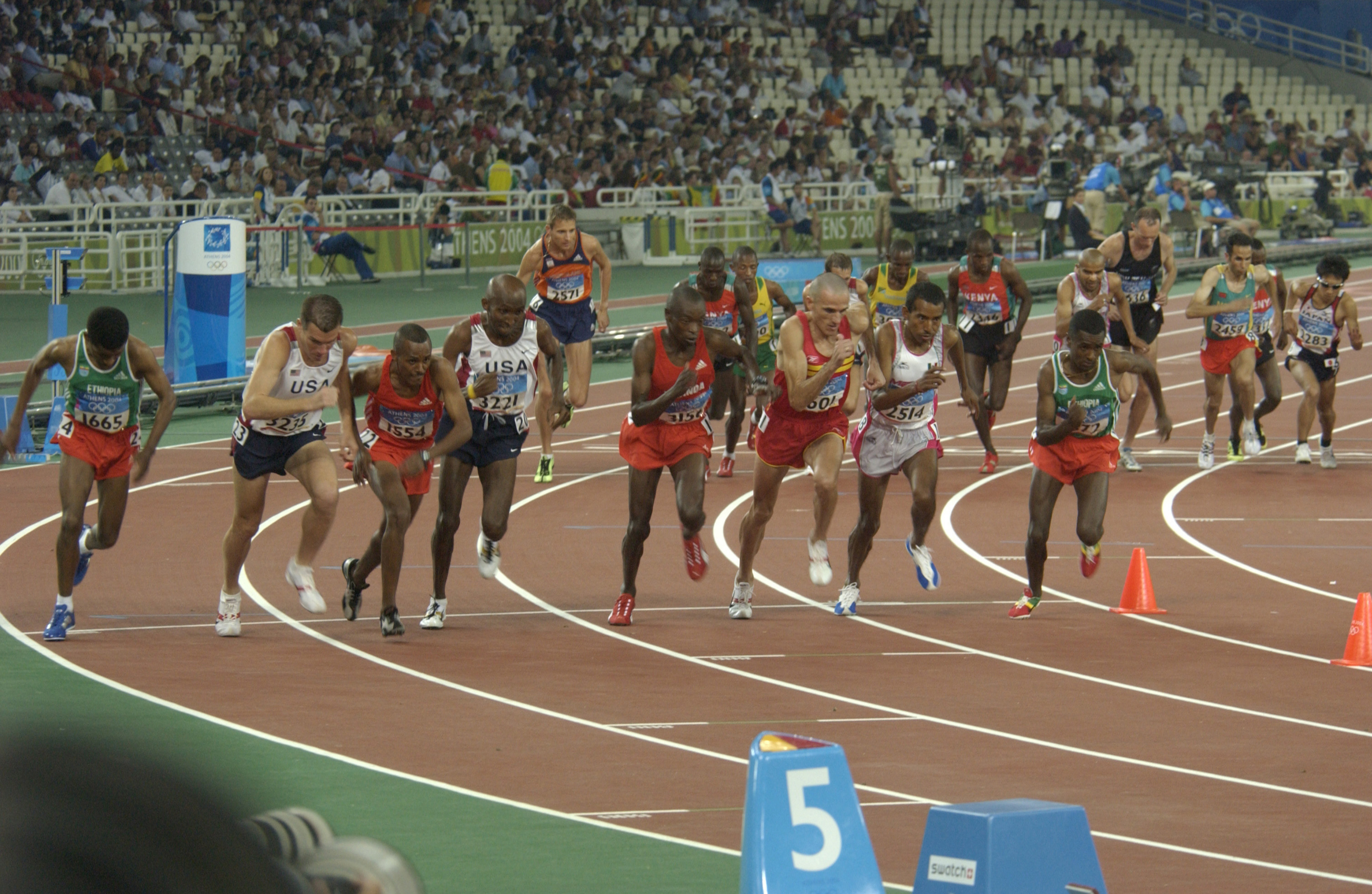
Bieg na 10 000 m mężczyzn
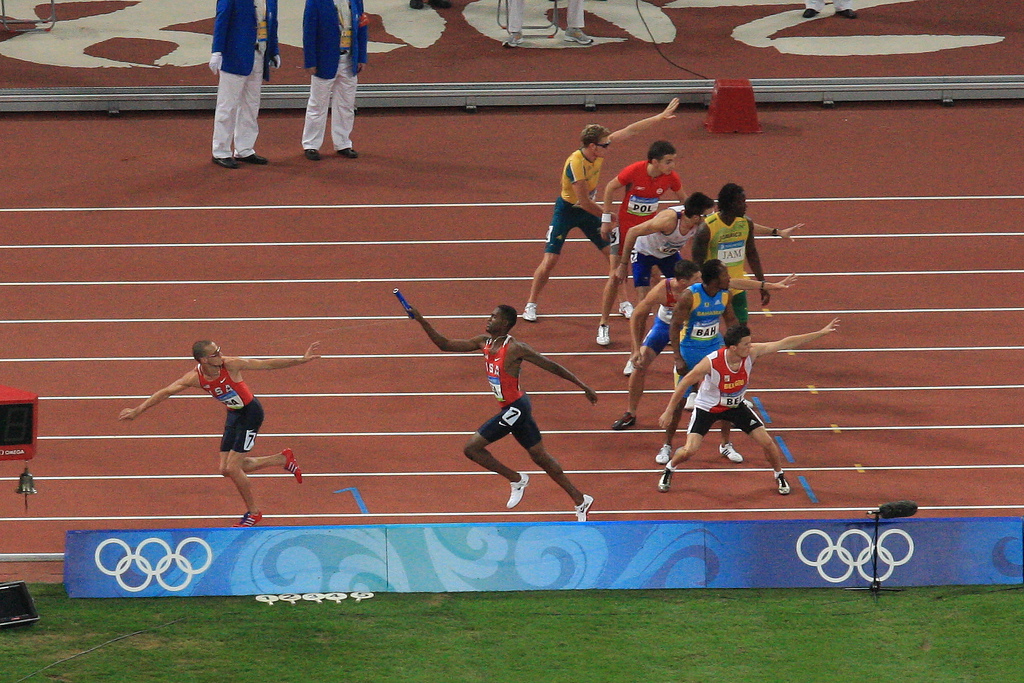
Sztafeta 4 × 400 m mężczyzn
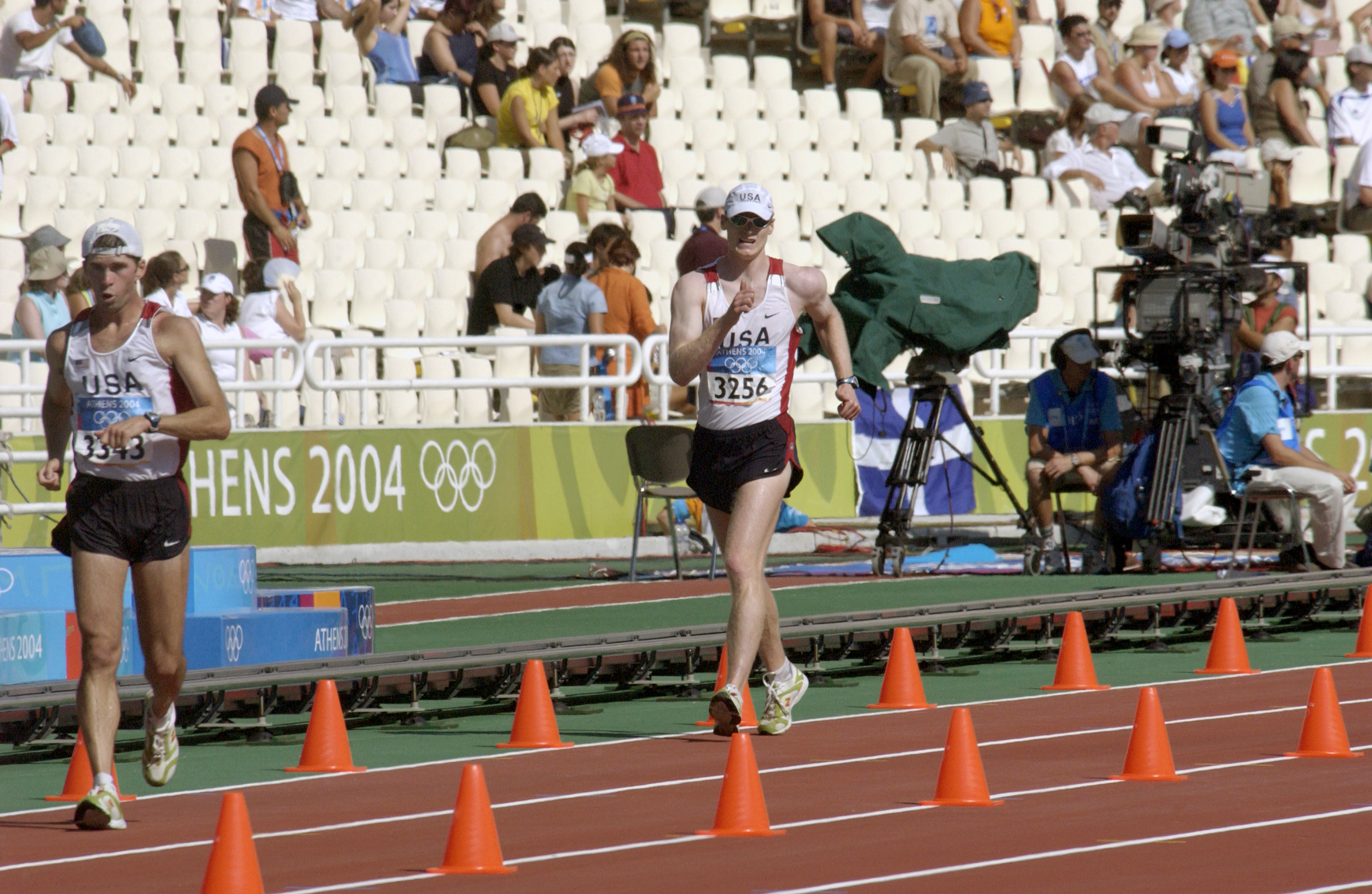
Chód na 20 km mężczyzn

Konkurencje lekkoatletyczne techniczne – rzuty
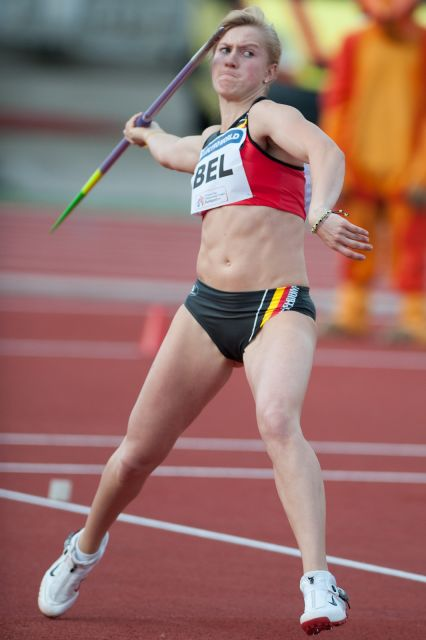
Rzut oszczepem
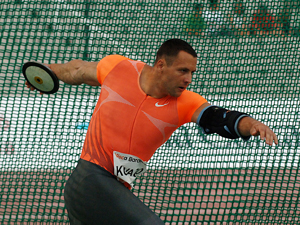
Rzut dyskiem
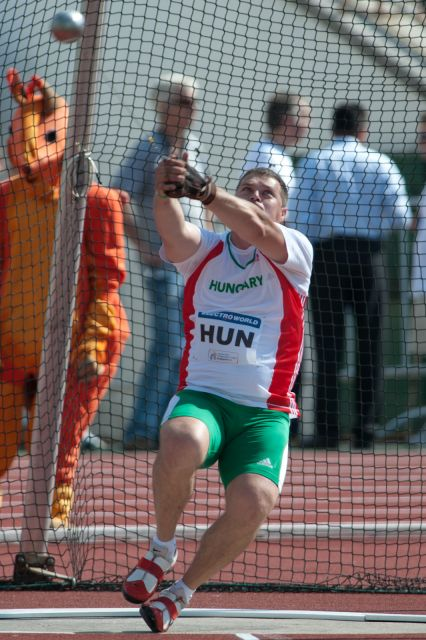
Rzut młotem
Pchnięcie kulą

Konkurencje lekkoatletyczne techniczne – skoki
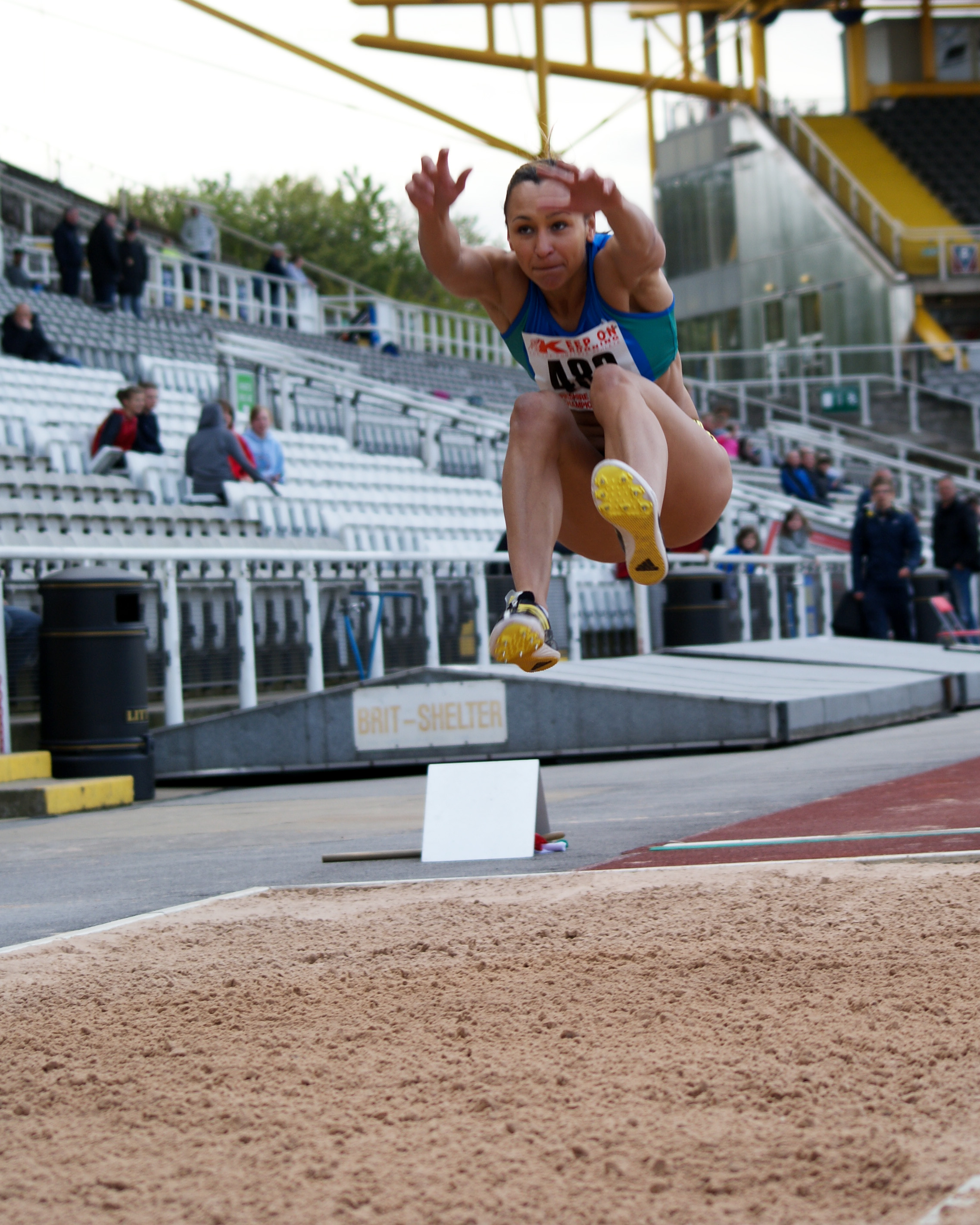
Skok w dal
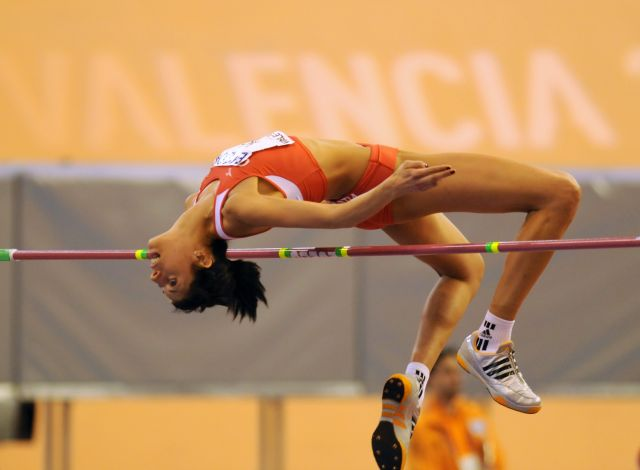
Skok wzwyż
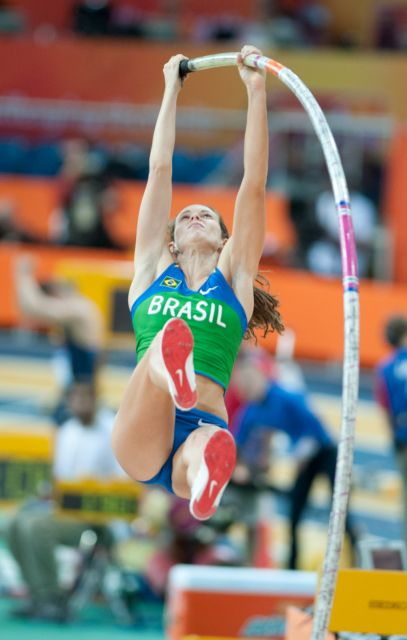
Skok o tyczce

## Kategorie wiekowe
- 10-11 lat – dzieci młodsze
- 12-13 lat – dzieci starsze
- 14-15 lat – młodzicy
- 16-17 lat – juniorzy młodsi
- 18-19 lat – juniorzy starsi
- 20-22 lat – młodzieżowcy
- 23-35 lat – seniorzy
- 35 i więcej lat – weterani

## Zawody lekkoatletyczne
- medaliści igrzysk olimpijskich w lekkoatletyce: mężczyźni – kobiety
- Mistrzostwa świata w lekkoatletyce: 1983 – 1987 – 1991 – 1993 – 1995 – 1997 – 1999 – 2001 – 2003 – 2005 – 2007 – 2009 – 2011 – 2013 – 2015 – 2017 – 2019 – 2022 – 2023 – 2025
- Halowe mistrzostwa świata w lekkoatletyce
- Mistrzostwa Europy w lekkoatletyce
- Halowe mistrzostwa Europy w lekkoatletyce
- Mistrzostwa świata U20 w lekkoatletyce
- Mistrzostwa świata juniorów młodszych w lekkoatletyce
- Mistrzostwa Europy juniorów w lekkoatletyce
- Mistrzostwa świata w biegach przełajowych
- Mistrzostwa Europy w biegach przełajowych
- Mistrzostwa Polski w lekkiej atletyce: 1920, 1921, 1922, 1923, 1924, 1925, 1971, 1972, 1973, 1974, 1975, 1976, 1977, 1978, 1979, 1980, 1981, 1982, 1983, 1984, 1985, 1986, 1987, 1990, 1991, 1992, 1993, 1994, 1995, 1996, 1997, 1998, 1999, 2000, 2001, 2002, 2003, 2004, 2005, 2006, 2007, 2008, 2009, 2010, 2011, 2012, 2013, 2014, 2015, 2016, 2017, 2018, 2019, 2020, 2021, 2022, 2023, 2024, 2025
- Halowe mistrzostwa Polski seniorów w lekkoatletyce: 1973, 1974, 1975, 1976, 1977, 1978, 1980, 1981, 1983, 1984, 1987, 1988, 1991, 1999, 2000, 2001, 2002, 2003, 2004, 2005, 2006, 2007, 2008, 2009, 2010, 2011, 2012, 2013, 2014, 2015, 2016, 2017, 2018, 2019, 2020, 2021, 2022, 2023, 2024, 2025
- Puchar Świata w lekkoatletyce
- Puchar Europy w lekkoatletyce
- Mityngi lekkoatletyczne

## Rekordy lekkoatletyczne
- rekordy świata
- rekordy Europy
- rekordy Polski

## Organizacje lekkoatletyczne
- International Association of Athletics Federations IAAF (Międzynarodowe Stowarzyszenie Federacji Lekkoatletycznych) – https://www.worldathletics.org/
- European Athletic EA (Europejskie Stowarzyszenie Lekkoatletyki) – https://www.european-athletics.com/
- Polski Związek Lekkiej Atletyki PZLA – https://www.pzla.pl/